# 布里斯托尔

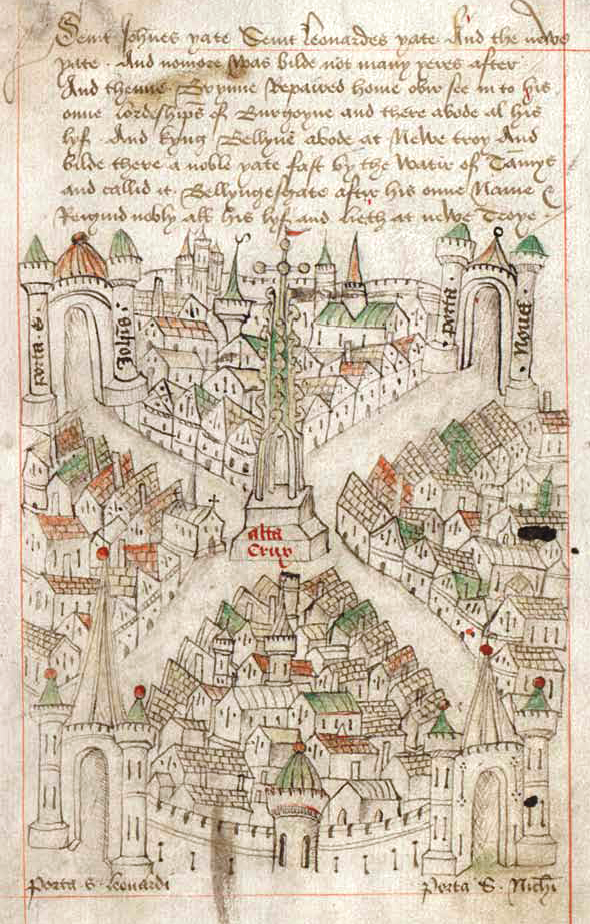
15世紀的布里斯托地圖

布里斯托（讀音：/ˈbrɪstəl/ⓘ，中國大陸、新加坡、馬來西亞譯名布里斯托爾、臺灣、香港譯名布里斯托、香港或稱為碧仙桃）是英國英格蘭西南區域的城市，也是英格蘭的一個名譽郡及單一管理區。布里斯托西臨愛爾蘭海，人口472,500人（2021年），比2011年的428,200人口數多44,300人（10％）。
自中世紀起已是一個重要的商業港口，地位一度僅次於倫敦，直到1780年代才被利物浦、曼徹斯特和伯明翰超過。現今的布里斯托乃英國重要的航天、高科技及金融貿易中心，擁有一個國際機場。全市有兩所大學，分別為布里斯托大学和西英格兰大学。
布里斯托北、東、南三方都被其他的單一管理區包圍：東南與萨默塞特郡的巴斯和東北萨默塞特相鄰，西南與萨默塞特郡的北萨默塞特相鄰，東北與格洛斯特郡的南格洛斯特郡相鄰。布里斯托距離西面的威爾斯首府卡迪夫約41公里（26英里），而英國首都倫敦，則位於該市東北方約131公里（81英里）的位置處。
2012年11月15日，民選布里斯托市長，不再是「市長閣下」（Lord Mayor）。

## 历史
布里斯托早在11世紀已建立了獨立的城堡，12世紀則發展成一個貿易港口。由於對外貿易興旺，13世紀布里斯托已是造船中心。在15至16世紀，歐洲展開了開發美洲新大陸的風潮，而對正大西洋的布里斯托，更加是奴隸貿易中心，大量奴隸被販賣到美洲。自1700年到1807年，超過二百艘販奴船停靠在布里斯托，販賣了超過五十萬名非洲黑人到美洲做奴隸。
自十九世紀起布里斯托開始受到鄰近利物浦市的競爭，布里斯托的對外港口地位已有所下降。這時布里斯托轉變為一個工業中心，並且開始有鐵路連接至首都倫敦。隨著二次大戰後工業式微，加上戰後的破壞，布里斯托已不再是世界級都會。但經過戰後的重建，布里斯托卻反而成為英國的航天中心。

## 經濟

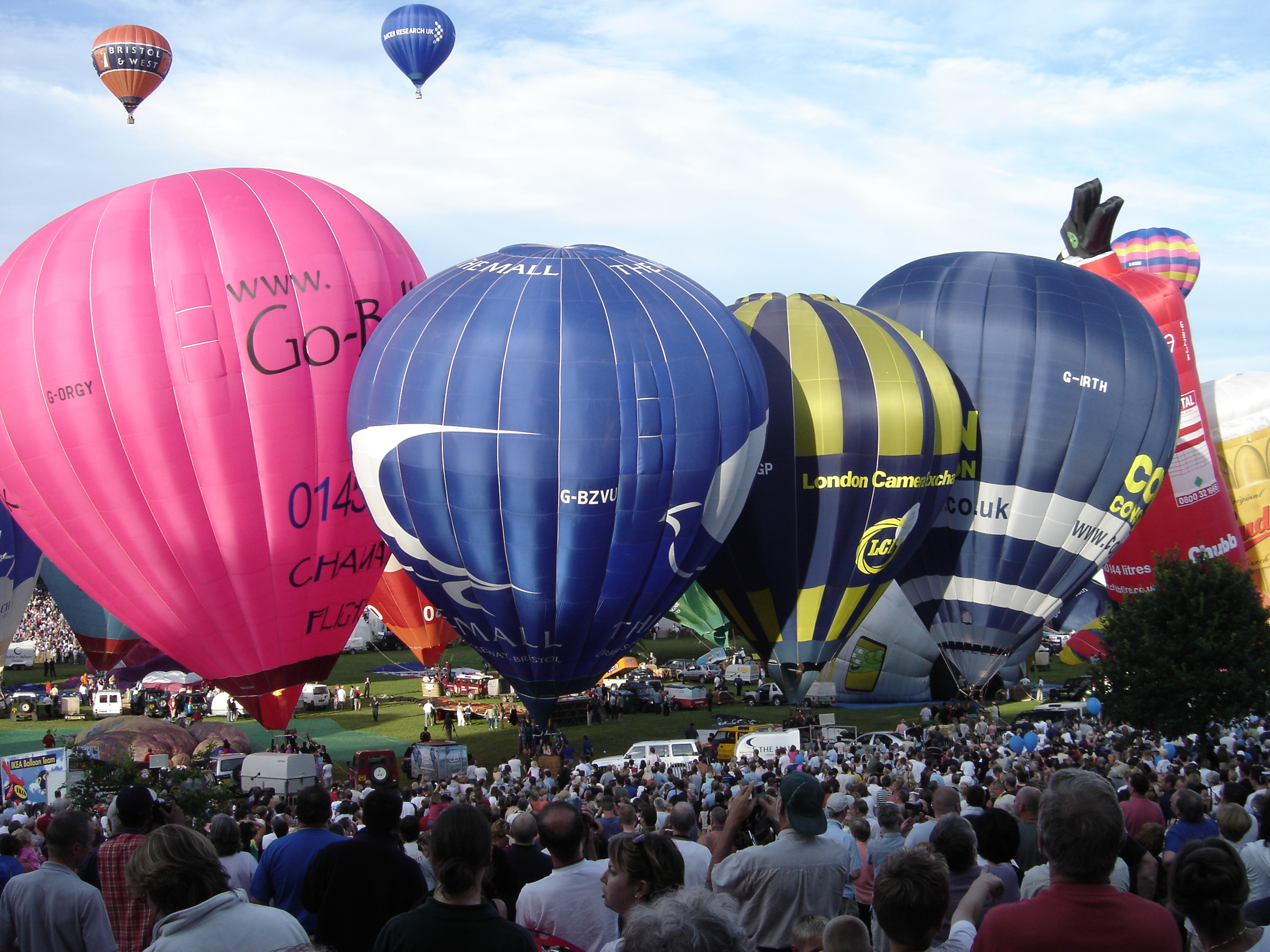
布斯托國際熱氣球節

布里斯托的传统产业以农业、纺织业和工程业为主。航空工业始于1910年，历史悠久，实力强大。协和飞机的制造商之一、著名的英国航空公司在布里斯托有超过5000員工；而国际航空和工业动力界巨头劳斯莱斯公司在当地也有近5000名员工和超过75年的发动机生产历史。2008年在保持传统产业优势的基础上，该市的产业结构正向金融业、保险业、服务业和高科技产业转变。布里斯托是一批跨国公司的欧洲总部所在地。许多高科技公司如惠普、意法半導體都在当地投资设厂。电信业尤为发达，多媒体技术的研发与应用在世界居领先地位。布里斯托的旅游业也十分强大，每年该市仅旅游收入就达3亿英镑，並以每年八月的布里斯托國際熱氣球節在全球享譽盛名。布里斯托鎊是布里斯托特有的社區流通貨幣（Community currency）。

## 汽车
英国航空公司在本市加入製作汽車，在1940年代成立布里斯托汽車（Bristol Cars），在設於費爾頓的廠房手造豪華房車。1960年布里斯托汽車脱离航空公司独立。這也使得布里斯托爾成為重要的汽車輸出港。

## 教育
布里斯托有2个重要的高等教育机构：成立於1909年，紅磚大學之一的布里斯托尔大学，被誉为英国的麻省理工（MIT），以及西英格兰大学（前稱布里斯托理工學院，在1992年成為大學）。布里斯托也設有2間進修（Further Education）學府，布里斯托市書院（City of Bristol College）及佛利頓書院（Filton College），還有一間神學院聖三一學院。该市有129家小學和3个市学习中心，且還有许多独立的高质量学校，包括伊丽莎白女王医院（實質上是一間男校）等。

## 交通
布里斯托有2个主要火车站：布里斯托尔圣殿草地站和布里斯托尔公园大道站。在布里斯托設置輕鐵系統的計畫並不成功，因此市內公共交通仍然依靠巴士。市內的巴士主要由第一巴士集團營運。市中心也設有水上交通（布里斯托渡輪），設有通勤和康樂用路線。
布里斯托位於倫敦和威爾斯之間的中軸線上，有M4公路連接，並有伯明翰至埃克塞特的M5公路途經，也有M32公路連接市中心M4公路間。 位於路斯基的布里斯托機場是本市主要的機場。

## 地理
布里斯托西岸臨愛爾蘭海，北、東、南三方被單一管理區包圍：東南與薩默塞特郡的巴斯和東北薩默塞特相鄰，西南與薩默塞特郡的北薩默塞特相鄰，東北與格洛斯特郡的南格洛斯特相鄰。

## 氣候
| 布里斯托                                                     | 布里斯托    | 布里斯托    | 布里斯托    | 布里斯托    | 布里斯托    | 布里斯托    | 布里斯托    | 布里斯托    | 布里斯托    | 布里斯托    | 布里斯托    | 布里斯托    | 布里斯托      |
| 月份                                                         | 1月         | 2月         | 3月         | 4月         | 5月         | 6月         | 7月         | 8月         | 9月         | 10月        | 11月        | 12月        | 全年          |
| ------------------------------------------------------------ | ----------- | ----------- | ----------- | ----------- | ----------- | ----------- | ----------- | ----------- | ----------- | ----------- | ----------- | ----------- | ------------- |
| 历史最高温 °C（°F）                                          | 7.3 (45.1)  | 7.6 (45.7)  | 10.3 (50.5) | 12.9 (55.2) | 16.3 (61.3) | 19.2 (66.6) | 21.6 (70.9) | 21.4 (70.5) | 18.5 (65.3) | 14.4 (57.9) | 10.3 (50.5) | 7.6 (45.7)  | 3.0 (37.4)    |
| 历史最低温 °C（°F）                                          | 6.7 (44.1)  | 1.3 (34.3)  | 2.9 (37.2)  | 4.1 (39.4)  | 7.0 (44.6)  | 9.8 (49.6)  | 12.0 (53.6) | 11.9 (53.4) | 9.9 (49.8)  | 7.2 (45.0)  | 2.1 (35.8)  | 1.3 (34.3)  | 6.2 (43.2)    |
| 平均降水量 mm（）                                            | 76.9 (3.03) | 55.6 (2.19) | 58.0 (2.28) | 55.4 (2.18) | 57.0 (2.24) | 56.5 (2.22) | 57.5 (2.26) | 62.3 (2.45) | 63.8 (2.51) | 87.0 (3.43) | 82.9 (3.26) | 80.9 (3.19) | 793.9 (31.26) |
| 平均降雨天数（≥ 1.0 mm）                                     | 12.7        | 10.0        | 11.0        | 10.1        | 9.7         | 9.0         | 8.9         | 9.1         | 9.4         | 12.0        | 12.4        | 12.2        | 126.5         |
| 平均相對濕度（％）                                           | 92          | 92          | 78          | 82          | 81          | 85          | 62          | 80          | 81          | 85          | 89          | 95          | 84            |
| 月均日照時數                                                 | 56.8        | 76.4        | 110.6       | 161.9       | 194.7       | 191.0       | 203.1       | 192.2       | 142.8       | 108.7       | 67.6        | 49.4        | 1,554.3       |
| 来源：所有數據來自英國氣象局，來自Weatherspark的濕度數據除外 |             |             |             |             |             |             |             |             |             |             |             |             |               |

## 姊妹城市
布里斯托與以下城市是姊妹城市：
| 莫三比克貝拉（1990年） 法國波爾多（1947年） 德國漢諾威（1947年） | 葡萄牙波爾圖（1984年） 喬治亞提比里斯（1988年） 尼加拉瓜莫拉桑港（1989年） | 中國廣州市（2001年） |